# Ifang Bondi
Ifang Bondi ist eine Musikgruppe aus dem westafrikanischen Staat Gambia. Der Name bedeutet frei übersetzt „Sei du selbst“ und stammt aus der Sprache der Fulani.
Die Gruppe um den Bandleader Badou Jobe, ehemals Bassist bei den Super Eagles, formierte sich in den frühen 1970ern. Sie fokussierten sich zunächst in ihrer Musik auf populäre Musik der westlichen Welt, später besannen sie sich auf ihre afrikanischen Wurzeln und spielen die Stilrichtung des Afromanding Sound; ihre vokalen Harmonien wurden von Kora, Gitarre und Keyboards begleitet. Weitere Gruppenmitglieder sind: Lin Diaw, Juldeh Camara, El Hadj Samb, Momodou Susa, Ebou Gaye, Tafa Ndiaye und Maniaye Diop. Einige davon spielten auch als Tiramakhan Ensemble zusammen.
Ihr internationales Debütalbum Gis Gis erschien 1998, von dem das Q-Magazin schrieb, es sei „das beste World Music Album des Jahres“. Jobe erhielt 1999 für seine Arbeit an diesem Album den KORA All Africa Music Award in der Kategorie „Best Arranger“.
Eine Tournee brachte sie 1999 unter anderem nach Deutschland.

## Diskografie
- 1976: Saraba[3]
- 1983: Mantra[3]
- 1989: Sanjo[3]
- 1995: Daraja[3]
- 1998: Gis Gis[3]
- 2004: Live